# Doryanthes
Doryanthes es un género de la familia doryanthaceae con dos especies: Doryanthes excelsa y Doryanthes palmeri, oriundo de la costa este de Australia.

## Descripción
Estas plantas crecen en forma de roseta y tardan más de diez años en florecer. Vegetan bien en un ambiente cálido, con buen sustrato y abundante agua durante la estación más templada.

## Taxonomía
El género fue descrito por Jose Francisco Correa Da Serra y publicado en Trans. Linn. Soc. London 6: 211. 1802. La especie tipo es: Doryanthes excelsa Corrêa. 